# Serguéi Koniaguin
Serguéi Vladímirovich Koniaguin (en ruso: Серге́й Владимирович Конягин) (nacido el 25 de abril de 1957) es un matemático ruso, profesor de matemáticas en la Universidad Estatal de Moscú.

## Semblanza
Konyagin participó en la Olimpiada Internacional de Matemática representando a la Unión Soviética, ganando dos medallas de oro consecutivas con puntuaciones perfectas en 1972 y 1973. A la edad de 15 años, se convirtió en uno de los más jóvenes en lograr una puntuación perfecta en la OMI.
En 1997 publicó el test de primalidad de Koniaguin y Pomerance, junto con el matemático estadounidense Carl Pomerance.

## Reconocimientos
- En 1990, Koniaguin recibió el Premio Salem.
- En 2012 se convirtió en miembro de la American Mathematical Society.[4]
- En 2016 fue nombrado académico de la Academia de Ciencias de Rusia.

## Obras seleccionadas
- Konyagin, S.; Shaparlinski, I. (1999). Character sums with exponential functions and their applications. Cambridge: Cambridge University Press. ISBN 0-521-64263-9.[5]
- Konyagin, S. V.; Schlag, W. (1999). «Lower bounds for the absolute value of random polynomials on a neighborhood of the unit circle». Transactions of the American Mathematical Society 351 (12): 4963-4980. ISSN 0002-9947. doi:10.1090/S0002-9947-99-02241-2.
- Green, Ben; Konyagin, Sergei (2009). «On the Littlewood Problem Modulo a Prime». Can. J. Math. 61 (1): 141. S2CID 14997570. arXiv:math/0601565. doi:10.4153/cjm-2009-007-4.
- Filaseta, Michael; Ford, Kevin; Konyagin, Sergei; Pomerance, Carl; Yu, Gang (2006). «Sieving by large integers and covering systems of congruences». Journal of the American Mathematical Society 20 (2): 495-517. S2CID 8529007. doi:10.1090/S0894-0347-06-00549-2.
- Bourgain, Jean; Konyagin, Sergei V.; Shparlinski, Igor E. (2015). «Character sums and deterministic polynomial root finding in finite fields». Mathematics of Computation 84 (296): 2969-2977. S2CID 14451901. arXiv:1308.4803. doi:10.1090/mcom/2946.
- Konyagin, Sergei V.; Shparlinski, Igor E. (2015). «Quadratic non-residues in short intervals». Proceedings of the American Mathematical Society 143 (10): 4261-4269. S2CID 119171768. doi:10.1090/S0002-9939-2015-12584-1.